# Lampona braemar
Lampona braemar är en spindelart som beskrevs av Norman I. Platnick 2000. Lampona braemar ingår i släktet Lampona och familjen Lamponidae. Inga underarter finns listade i Catalogue of Life.